# تفتيش أشخاص
يتمتع ضباط الشرطة في مختلف الولايات القضائية بسلطة تفتيش أفراد الجمهور، على سبيل المثال، بحثاً عن الأسلحة والمخدرات والممتلكات المسروقة. تتناول هذه المقالة عمليات تفتيش أفراد الجمهور الذين لم يتم القبض عليهم والذين لم يتم احتجازهم. للحصول على صلاحيات التفتيش فيما يخص هؤلاء الأشخاص، انظر التفتيش عند الاعتقال والتفتيش أثناء الاحتجاز . وفي عمليات تفتيش الممتلكات، وليس الأشخاص، انظر البحث والمصادرة .

## إنجلترا وويلز
تُعرف سلطات الشرطة في إنجلترا وويلز، التي تسمح لضباط الشرطة بتفتيش أفراد الجمهور بحثاً عن أسلحة أو مخدرات أو ممتلكات مسروقة أو أدلة مرتبطة بالإرهاب أو أي أدلة على جرائم أخرى، بسلطات الإيقاف والتفتيش.

## الولايات المتحدة الأمريكية
تخضع عمليات التفتيش في الولايات المتحدة للتعديل الرابع لدستور الولايات المتحدة، والذي يتطلب عموماً أن تحصل الشرطة على مذكرة قبل أن يكون التفتيش مسموحاً به قانوناً. ومع ذلك، توجد استثناءات معينة لوجود شرط المذكرة.
بعد إيقاف شخص بناءً على اعتقاد منطقي بأن هذا الشخص قد يكون متورطاً في نشاط غير قانوني، أو بعد مواجهة روتينية مثل توقف حركة المرور، يجوز للشرطة في الولايات المتحدة إجراء تفتيش سريع لملابس الأشخاص الخارجية وذلك من أجل سلامتهم. تيري ضد أوهايو. ومع ذلك، ما لم يتم تحديد الغرض بشكل معقول من خلال الشعور بأنه سلاح محتمل أو غرض مهرب، فلا يجوز لهم إزالة الأشياء من الجيوب، لأن ذلك قد يعتبر عملية تفتيش. مينيسوتا ضد ديكرسون. عند إجراء تفتيش بعد توقف تيري (Terry) الذي ينتج عنه تحديد الضابط للسلاح من خلال اللمس، ويُسمح لضابط الشرطة بإزالة السلاح من ملابس الشخص.